# ヒョンウォン
ヒョンウォン（英: Chae Hyungwon）、1994年1月15日 - ）は、韓国のダンサー、ソングライター、DJである。 韓国出身の男性アイドルグループ・MONSTA Xのメンバーである。光州広域市出身。本名はチェ・ヒョンウォン（朝: 채형원、中: 蔡亨願）。血液型はO型、身長は183cm。

## 来歴
2015年にMONSTA Xのメンバーとしてデビューした。
2016年、K.Willの「YouCall It Romance」ミュージック・ビデオに出演し、ドラマ俳優のような演技をしたことで高い評価を得た。2017年には、KBS2の「プリーズ・ファインド・ハー」でチョン・イクス役で出演し、俳優としてデビューを果たした。また、同年には「DJH.ONE」という名前ででDJとして活動を開始した。DJ Justin Ohとのコラボレーションシングル「BAM!BAM!BAM! feat.ジュホン」を発表した。
2019年7月10日に元VIXXのホンビンとペプシの「TheLove of Summer：The Performance」の収録されているコラボレーション楽曲「CoolLove 」を発表した
2021年6月、ハン・ヨハン役としてミュージカルウェブドラマ「フライアゲイン」に初の主役として出演した

## ディスコグラフィ
| 年   | タイトル                  | アルバム                            | アーティスト                                                                            |
| ---- | ------------------------- | ----------------------------------- | --------------------------------------------------------------------------------------- |
| 2015 | "Interstellar"            | Trespass                            | ヒョンウォン, ジュホンとI.M feat. Yella Diamond                                         |
| 2017 | "BAM!BAM!BAM!"            | Non-album single                    | DJ H.ONE X Justin Oh feat. ジュホン                                                     |
| 2017 | "1(One)"                  | Mix and the City Pt. 2              | DJ H.ONE feat. Kriz and Jooheon                                                         |
| 2018 | "My Name"                 | Non-album single                    | DJ H.ONE X Jimmy Clash feat. Talksick                                                   |
| 2019 | "Cool Love" (Prod. dress) | The Love of Summer: The Performance | ヒョンウォンとホンビン                                                                  |
| 2021 | "Summer Taste"            | Taste of Korea                      | ヒョンウォン, ショヌ, I.M, ピ, ユジョンとユナ (Brave Girls), ホンジュンとユンホ (ATEEZ) |

## 出演

### テレビ番組
- プリーズ・ファインド・ハー（2017年、KBS2）
- フライアゲイン（2021年、KBS2）